# Robert Chyra
Robert Chyra (ur. 1974) – polski lekkoatleta, złoty medalista igrzysk paraolimpijskich w Sydney (2000) w rzucie dyskiem oraz brązowy medalista igrzysk paraolimpijskich w Atenach (2004) w pchnięciu kulą, mistrz świata w rzucie dyskiem w klasie F-37 (1998) oraz wicemistrz świata w rzucie oszczepem (1998) i rzucie dyskiem (2006) w klasie F-37.

## Życiorys
Pochodzi z miejscowości Zalesiaki-Pieńki w województwie łódzkim. Jest zawodnikiem Integracyjnego Klubu Sportowego „Start” Zduńska Wola. W 1996 r. rozpoczął treningi dyscyplin lekkoatletycznych pod kierunkiem Wojciecha Kikowskiego. Trenował różne dyscypliny (bieg na 200 m, bieg na 1500 m, bieg sztafetowy, skok w dal, pięciobój, rzut oszczepem, rzut dyskiem, pchnięcie kulą). Największe sukcesy odniósł w rzucie dyskiem. Rekord życiowy Roberta Chyry w rzucie dyskiem o masie 1 kg wynosi 51,80 m. 

## Osiągnięcia[1]

### Mistrzostwa świata
| Zawody                                              | Rok  | Konkurencja             | Miejsce |
| IPC Athletics World Championships Birmingham        | 1998 | pchnięcie kulą          | 5.      |
| IPC Athletics World Championships Birmingham        | 1998 | rzut dyskiem            | 1.      |
| IPC Athletics World Championships Birmingham        | 1998 | rzut oszczepem          | 2.      |
| IPC Athletics World Championships Villeneuve d'Ascq | 2002 | pchnięcie kulą          | 3.      |
| IPC Athletics World Championships Villeneuve d'Ascq | 2002 | rzut dyskiem            | 5.      |
| IPC Athletics World Championships Villeneuve d'Ascq | 2002 | bieg sztafetowy 4x100 m | 4.      |
| IPC Athletics World Championships Assen             | 2006 | pchnięcie kulą          | 4.      |
| IPC Athletics World Championships Assen             | 2006 | rzut dyskiem            | 2.      |

### Igrzyska paraolimpijskie
| Igrzyska                                       | Rok  | Konkurencja    | Miejsce |
| ---------------------------------------------- | ---- | -------------- | ------- |
| XI Letnie Igrzyska Paraolimpijskie w Sydney    | 2000 | rzut oszczepem | 6.      |
| XI Letnie Igrzyska Paraolimpijskie w Sydney    | 2000 | rzut dyskiem   | 1.      |
| XI Letnie Igrzyska Paraolimpijskie w Sydney    | 2000 | pchnięcie kulą | 4.      |
| XII Letnie Igrzyska Paraolimpijskie w Atenach  | 2004 | rzut dyskiem   | 4.      |
| XII Letnie Igrzyska Paraolimpijskie w Atenach  | 2004 | pchnięcie kulą | 3.      |
| XIII Letnie Igrzyska Paraolimpijskie w Pekinie | 2008 | rzut dyskiem   | 9.      |
| XIII Letnie Igrzyska Paraolimpijskie w Pekinie | 2008 | pchnięcie kulą | 4.      |

## Uhonorowanie
W 2000 r. Robert Chyra został odznaczony Złotym Krzyżem Zasługi za osiągnięcia paraolimpijskie.
W 2020 r. została odsłonięta tablica Roberta Chyry w Alei Olimpijczyków i Paraolimpijczyków w Wieruszowie.